# Nicolas Bourgoin (sociologue)
Pour les articles homonymes, voir Nicolas Bourgoin et Bourgoin.
Nicolas Bourgoin, né le 21 juin 1962, est un écrivain, sociologue et enseignant français.

## Biographie
Nicolas Bourgoin est né à Paris en 1962.Titulaire d'un doctorat de l'École des Hautes Études en Sciences Sociales, il est enseignant à l’université de Franche-Comté depuis 1993. Il a également été chercheur associé à l'INED de 1993 à 2000. Il est l'auteur de nombreux ouvrages et articles sociologique ainsi que de plusieurs romans.
Ses livres Les chiffres du crime sorti en 2008 ainsi que La révolution sécuritaire publié début 2013 s'inscrivent dans une approche ouvertement marxiste. Cette posture l'a conduit à critiquer les politiques liberticides et sécuritaires menées par la gauche dans son ouvrage La République contre les libertés paru en 2015.
Courant 2013, il collabore à la section de la LDH de Toulon pour laquelle il écrit plusieurs articles, dans le fil de ses travaux sur les politiques sécuritaires. Il entretient des « relations très nourries » avec Alain Soral en 2014 et début 2015 avant de s'en éloigner. En 2016, il déclare « ne pas partager ses orientations » et affirme être resté « très proche de la gauche de la gauche ». Par la suite, il demandera au site d'information Égalité et Réconciliation de ne plus republier ses articles de blog. 
Ses engagements politiques à l'extrême-gauche trouvent des débouchés concrets. De 2011 à 2013, il collabore aux premiers numéros de la revue communiste La Répétition Générale (LRG) et depuis 2014, il est un contributeur régulier du site marxiste Reconstruction communiste. Il écrit une série d'articles pour la revue Saphirnews dans lesquels il développe ses thèses anti-sécuritaires et anti-islamophobes. 
En parallèle, il participe à différentes mobilisations : en avril 2018, il fait partie des 400 signataires contre la loi Orientation et Réussite qui instaure la sélection à l'Université. En septembre 2019, il signe un appel pour l'abandon de poursuites contre deux journalistes francs-comtois reporters à Factuel.info et Radio BIP. Aux municipales de 2020 à Besançon, il soutient publiquement la candidature de Claire Arnoux.

## Publications

### Ouvrages sociologique
- Le Suicide en prison, préface Hervé Le Bras, Éditions L'Harmattan, 1994
- Les Chiffres du crime, Statistiques criminelles et contrôle social (France, 1825-2006), Éditions L'Harmattan, 2008
- La Révolution sécuritaire (1976-2012), sous la direction de Laurent Mucchielli, Champ Social Éditions, 2013
- La République contre les libertés. Le virage autoritaire de la gauche libérale (1995-2014), Éditions L'Harmattan, 2015
- Surveiller et prévenir. L'ère de la pénalité prédictive, Éditions L'Harmattan, 2017[1]
- Sociologie du polar politique. Entre nihilisme et stratégie de la tension, Éditions L'Harmattan, 2023.

### Romans
- Les Quatre Cavaliers :
  - Livre I : Apocalypse orange, Gunten, 2016
  - Livre II : Le Messager, Gunten, 2016
  - Livre III : L'Effet papillon, Éditions Paulo Ramand, 2016
- Les Couloirs du temps, Éditions Baudelaire, 2017[1]
- Un vent nouveau. Une histoire de la France soviétique, Éditions Paulo-Ramand, 2017
- Les Heures sombres. Les Sentiers du Livre, 2017.
- La Guerre sainte, Vérone Éditions, 2018
- Soleil noir, Vérone Éditions, 2018[1]
- Les Partisans. Une histoire des années 80, Éditions Baudelaire, 2018
- L'Avenir radieux. Une histoire des années 90, Éditions Baudelaire, 2018
- Soleil rouge. Une histoire des années 60, Éditions Passion du livre, 2019
- Table rase. Une histoire des années 50, Éditions Passion du livre, 2019
- Le Tricheur, Une histoire des années 70, Le Lys Bleu Éditions, 2019[1]
- 2008, Éditions Passion du livre, 2020

### Articles

#### DansPopulation
- Le suicide en milieu carcéral, volume 48, n° 3, 1993
- Le suicide dans la Police nationale, volume 52, n° 2, 1997
- Suicide et activité professionnelle, volume 54, n° 1, 1999
- Variations mensuelles et hebdomadaires du suicide selon l'activité professionnelle, volume 55, n° 2, 2000[2]

#### Autres articles
- Les automutilations et les grèves de la faim en prison, dans Déviance et société, volume 25, n° 2, 2001
- Les grandes tendances de la criminalité en France, Revue Suisse de Criminologie, n° 1, 2007
- Mouvements économiques et criminalité. Quelques pistes de réflexion, dans Champ pénal, volume 6, 2009
- De l'enfance en danger aux enfants dangereux : enjeux politiques de la refonte de l'ordonnance de 1945, dans Enfance et Psy, n° 60, 2013
- Montée en force du bracelet électronique : vers une société de contrôle ?, dans Revue de science criminelle et de droit pénal comparé,  n° 4, 2017[2]